# De Tomaso Deauville
De De Tomaso Deauville is een sportieve luxeberline van de Italiaanse autofabrikant De Tomaso die tussen 1971 en 1985 geproduceerd werd. De wagen werd voor het eerst vertoond op het Autosalon van Turijn in 1970. De wagen vertoont sterke gelijkenis met de Maserati Quattroporte III die vanaf 1979 werd geproduceerd en is ook op hetzelfde chassis gebouwd.
De Deauville was voorzien van een 5,8L V8-motor van Ford met een vermogen van 330 pk, goed voor een topsnelheid van 230 km/u. Dit motorblok werd ook gebruikt in de De Tomaso Pantera. De wagen is voorzien van een onafhankelijke ophangen en geventileerde schijfremmen vooraan en achteraan. De Deauville was leverbaar met een manuale 5-bak van ZF of een 3-traps automaat van Ford.
Er werden in totaal 244 exemplaren gebouwd, waarvan één stationwagon voor mevrouw De Tomaso die er haar honden in vervoerde en twee geblindeerde versies: een voor de Italiaanse regering en een voor de Belgische koninklijke familie.

## Deauville-prototype (2011)

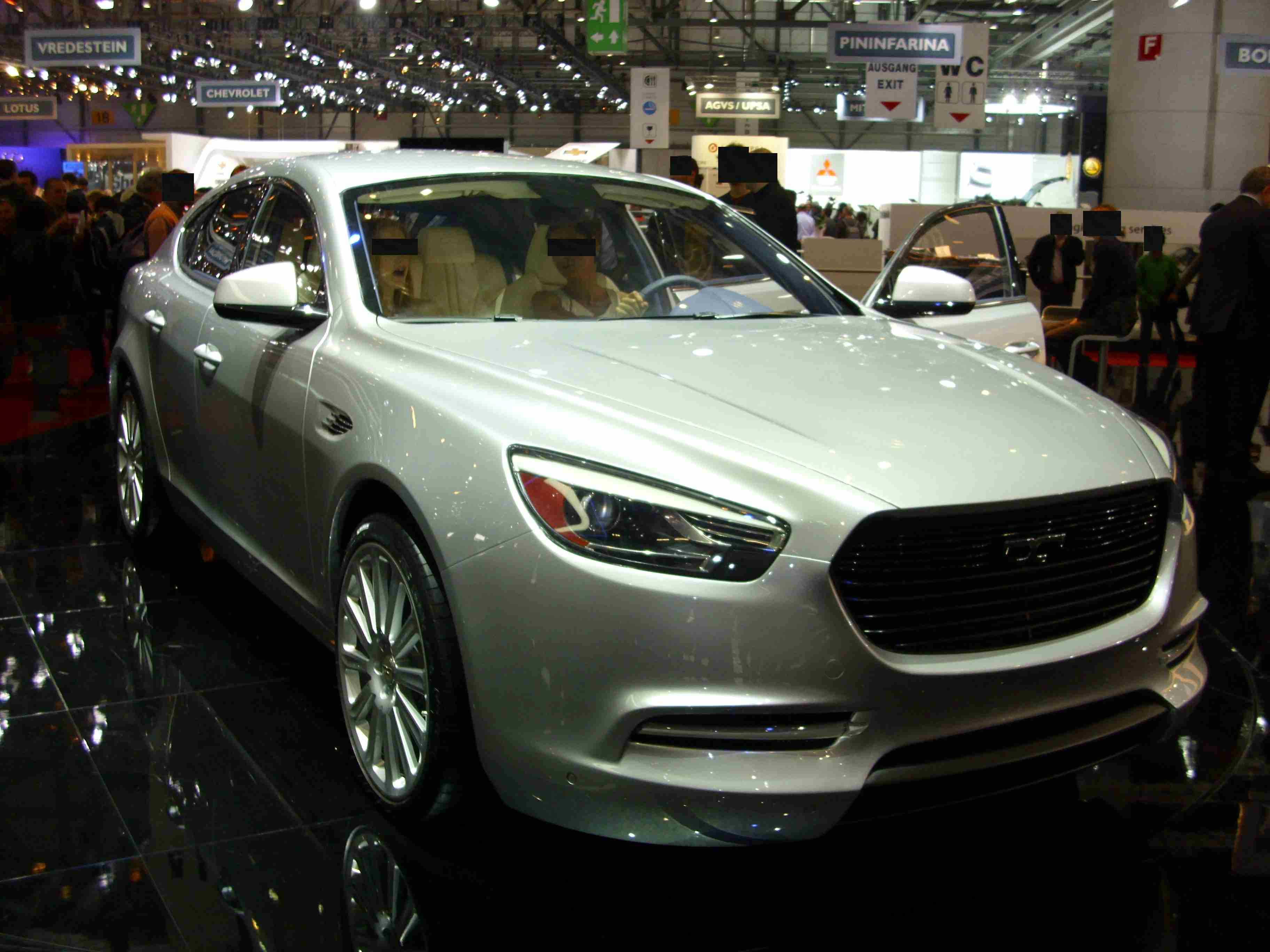
Deauville-prototype op het Autosalon van Genève in 2011

Na het faillissement in 2004 en de daaropvolgende doorstart in 2009 presenteerde De Tomaso in 2011 op het Autosalon van Genève een prototype van een nieuwe Deauville: een vijfdeurs SUV met vierwielaandrijving en een keuze uit twee benzinemotoren van respectievelijk 300 pk en 550 pk of een dieselmotor van 250 pk. De SUV ging echter nooit in productie als gevolg van de arrestatie van De Tomaso-topman Gian Mario Rossignolo op verdenking van het verduisteren van overheidssubsidies.